# PDLIM7
PDLIM7 (англ. PDZ and LIM domain 7) – білок, який кодується однойменним геном, розташованим у людей на короткому плечі 5-ї хромосоми. Довжина поліпептидного ланцюга білка становить 457 амінокислот, а молекулярна маса — 49 845.
| 10         |  | 20         |  | 30         |  | 40         |  | 50         |
| ---------- |  | ---------- |  | ---------- |  | ---------- |  | ---------- |
| MDSFKVVLEG |  | PAPWGFRLQG |  | GKDFNVPLSI |  | SRLTPGGKAA |  | QAGVAVGDWV |
| LSIDGENAGS |  | LTHIEAQNKI |  | RACGERLSLG |  | LSRAQPVQSK |  | PQKASAPAAD |
| PPRYTFAPSV |  | SLNKTARPFG |  | APPPADSAPQ |  | QNGQPLRPLV |  | PDASKQRLME |
| NTEDWRPRPG |  | TGQSRSFRIL |  | AHLTGTEFMQ |  | DPDEEHLKKS |  | SQVPRTEAPA |
| PASSTPQEPW |  | PGPTAPSPTS |  | RPPWAVDPAF |  | AERYAPDKTS |  | TVLTRHSQPA |
| TPTPLQSRTS |  | IVQAAAGGVP |  | GGGSNNGKTP |  | VCHQCHKVIR |  | GRYLVALGHA |
| YHPEEFVCSQ |  | CGKVLEEGGF |  | FEEKGAIFCP |  | PCYDVRYAPS |  | CAKCKKKITG |
| EIMHALKMTW |  | HVHCFTCAAC |  | KTPIRNRAFY |  | MEEGVPYCER |  | DYEKMFGTKC |
| HGCDFKIDAG |  | DRFLEALGFS |  | WHDTCFVCAI |  | CQINLEGKTF |  | YSKKDRPLCK |
| SHAFSHV    |  |            |  |            |  |            |  |            |

A: Аланін

C: Цистеїн

D: Аспарагінова кислота

E: Глутамінова кислота

F: Фенілаланін

G: Гліцин

H: Гістидин

I: Ізолейцин

K: Лізин

L: Лейцин

M: Метіонін

N: Аспарагін

P: Пролін

Q: Глутамін

R: Аргінін

S: Серин

T: Треонін

V: Валін

W: Триптофан

Кодований геном білок за функціями належить до білків розвитку, фосфопротеїнів. 
Задіяний у таких біологічних процесах, як остеогенез, диференціація клітин, альтернативний сплайсинг, поліморфізм. 
Білок має сайт для зв'язування з іонами металів, іоном цинку. 
Локалізований у цитоплазмі, цитоскелеті.